# Amber Lee Ettinger
Amber Lee Ettinger (ur. 2 października 1982 w Hazleton) – amerykańska aktorka i modelka. Zyskała ogólnoświatową sławę jako Obama Girl, od kiedy wystąpiła w internetowym teledysku Crush On Obama, w którym wyraziła poparcie dla ówczesnego senatora USA, a późniejszego prezydenta Baracka Obamy.
Jej przodkowie pochodzili z Niemiec, Szwecji oraz Irlandii. Ettinger przeniosła się do Nowego Jorku, gdzie rozpoczęła studia na Fashion Institute of Technology. W 2003 roku została Miss Nowego Jorku, później Miss Hawaiian Tropic, następnie Miss Howard TV (2007 rok). Pojawiła się także w kilku teledyskach.